# Pete il galletto
Pete il galletto (Hatching Pete) è un film per la televisione filmato nel 2008. Negli Stati Uniti d'America è andato in onda il 24 aprile 2009; mentre in Italia il 16 maggio 2009 su Disney Channel.

## Trama
Pete Ivey è un ragazzo molto timido che a scuola tutti ignorano; anche il versante amoroso gli riserva molte delusioni, visto che all'inizio è cotto della sorella di Cleatus ma che è fidanzata con il capitano della squadra di basket. Alla fine si accorge di essersi innamorato di Angela Morrissey che però è fidanzata con un altro ragazzo, che in seguito la lascerà.
Il suo unico amico, Cleatus Poole, anch'egli molto introverso, gli fa di provare ad indossare i panni della mascotte della squadra di pallacanestro della scuola (un pollo), che con stupore di Pete viene acclamato e diventa un idolo per la scuola. Purtroppo per Pete tutti credono che il pollo sia Cleatus e il successo va a quest'ultimo.
Le cose sembrano finalmente andare bene ma ad un certo punto tutta la scuola, soprattutto la squadra delle cheerleader, vuole sapere chi si nasconde dietro il travestimento del gallo. Per scoprirlo lo invitano nel programma televisivo della scuola dove lui dice che alla prossima partita non ci sarà. Alla fine ci ripensa e decide di venire alla partita, durante la quale, con l'aiuto di Angela (che ha scoperto tutto) e Cleatus, rivela a tutti il segreto.

## Colonna sonora
La colonna sonora di questo film è cantata da Mitchel Musso e Tiffany Thornton e s'intitola Let it Go.